# 600539 Aldoatiglio
600539 Aldoatiglio este o planetă minoră (asteroid) din centura de asteroizi. A fost descoperită pe 20 ianuarie 2012 la  de Norman Falla⁠(d). 
Obiectul prezintă o orbită caracterizată de o semiaxă mare de 2,3877293491439 UAi, o excentricitate de 0,093160819821999, o înclinație de 7,3101330720868 ° în raport cu ecliptica.